# IC 1275
IC 1275 ist ein Emissionsnebel in Anwesenheit vieler Sterne im Sternbild Sagittarius. Das Objekt wurde im Jahre 1892 von Edward Emerson Barnard entdeckt.